# Justicia rubropicta
Justicia rubropicta är en akantusväxtart som beskrevs av Raymond Benoist. Justicia rubropicta ingår i släktet Justicia och familjen akantusväxter. Inga underarter finns listade i Catalogue of Life.